# Sit de Harris
El sit de Harris (Zonotrichia querula) és un ocell de la família dels passerèl·lids (Passerellidae). és una espècie d'ocell de la família dels emberízids (Emberizidae).

## Descripció
És un ocell de mida grossa, els adults tenen la cara negra distintiva i el bec rosat. Els immadurs tenen la cara marró llisa i el pitet negre amb taques. El ventre és blanc amb ratlles fosques als costats. Les plomes de la corona fosca estan vorejades de blanc.

## Distribució i hàbitat
Es troba en gran part restringit al centre d'Amèrica del Nord i habita zones amb arbusts i petits arbres a la zona septentrional, cria al nord del Canadà a la zona on el bosc del nord dona pas a la tundra, en zones amb barreja d'avets o làrixs, matolls arbustius i tundra oberta i passant l'hivern a la zona central dels Estats Units. Ocasionalment, fa ús de menjadores per a ocells i s'allunya cap a l'est o l'oest de l'abast normal. Durant la migració i l'hivern, es troba en matolls, vores de boscos, camps arbustius, bardisses, cinturons de protecció.

## Comportament

### Migració
La migració de primavera comença cap a finals de febrer i els ocells arriben als llocs de reproducció al maig. Tornen als llocs d'hivernada a finals d'octubre, encara que sobretot durant novembre i principis de desembre. Els registres del Parc Nacional de Banff suggereixen que el sit de Harris utilitza les valls muntanyoses com a rutes de migració. Aparentment, la migració de tardor és menys estricta que la de primavera ja que deambulen regularment per les praderies canadenques fins que el mal temps els obliga a desplaçar-se cap al sud.

### Ecologia alimentària
El sit de Harris generalment s'alimenta a terra, esgarrapant vigorosament les fulles i el sòl per menjar. L'observació d'alimentació durant la nidificació va ser un 85% picotejant a terra. Durant l'època de reproducció, els individus solen alimentar-se sols o en parella. Les llavors és la dieta principal (66% del contingut estomacal dels ocells reproductors), en gran part les de Càrex, les gramínies i dels joncs. Les fruites també són importants durant l'època de cria, com la camarina negra (Empetrum nigrum), la boixerola alpina (Arctostaphylos alpina) i diverses espècies de Vaccinium com ara les nabius. Les agulles de pi, els brots i les flors ho mengen com a suplement. Els invertebrats larvaris són part important en la dieta durant els mesos de juny a setembre ja que les preses disponibles són més freqüents en aquesta època. Les preses preferides inclouen escarabats, mosques, abelles, formigues, arnes, papallones, aranyes, cigales, pugons i cicadèl·lids. La dieta del sit de Harris hivernant és menys coneguda i no s'ha estudiat quantitativament.

### Socialitat
Els mascles d'aquesta espècie sovint s'agrupen per cantar al capvespre. En els estols d'hivern, mantenen jerarquies de domini lineal que determinen l'accés als llocs d'alimentació i de descans. Els ocells més dominants són els mascles més grans que solen tenir també els pitets més grossos. De tant en tant es produeixen "baralles de salts" entre mascles, consistents en ocells enfrontats, després saltant els uns als altres, picotejant-se, clavant-se i colpejant-se amb les ales. La testosterona sola no afecta l'estat de dominància dels ocells a l'hivern. Si els primers ocells que arriben a la zona d'hivernació tenen les plomes tenyides de negre, creen així un pitet artificialment gros i s'eleven en la jerarquia de domini més enllà de les femelles i altres mascles joves.

### Reproducció
Les parelles reproductores estableixen un territori d'unes 2 ha. Els nius solen construir-se entre principis i mitjans de juny. Els ous solen posar-se de finals de juny a juliol, depenent de quan la neu al seu hàbitat es fon completament. En aquesta espècie, els nius es col·loquen en un lloc ben amagat a terra sota un matoll gruixut o una petita conífera o en una depressió molsa amb herba. Els dos pares construeixen el niu de copa amb branquetes, herba, molsa i líquens i el folren amb herbes fines. La femella pon de tres a cinc ous, de color variablement verdós o grisenc amb diferents graus de petites taques de color rovell. Els ous tenen una mida mitjana de 22,2 mm × 16,5 mm i pesen aproximadament 3,3 g L'etapa d'incubació dura aproximadament 13,5 dies. Els pollets pesen uns 3,1 g en eclosionar. Els pollets seran volanders en uns 8 a 10 dies. Unes 3 setmanes després de l'envol, les cries s'independitzen dels pares. Es poden posar segones postes si es perd la primera, generalment allargant el període de cria tres dies més per als progenitors. L'espècie és sens dubte el sit nord-americà menys estudiat a causa del tipus tant aïllat de territori que empra per a la nidificació. El primer niu trobat va ser descobert l'any 1931 a Churchill, Manitoba, per l'ornitòleg George M. Sutton, 91 anys després que l'espècie fos descrita inicialment.

## Longevitat i mortalitat

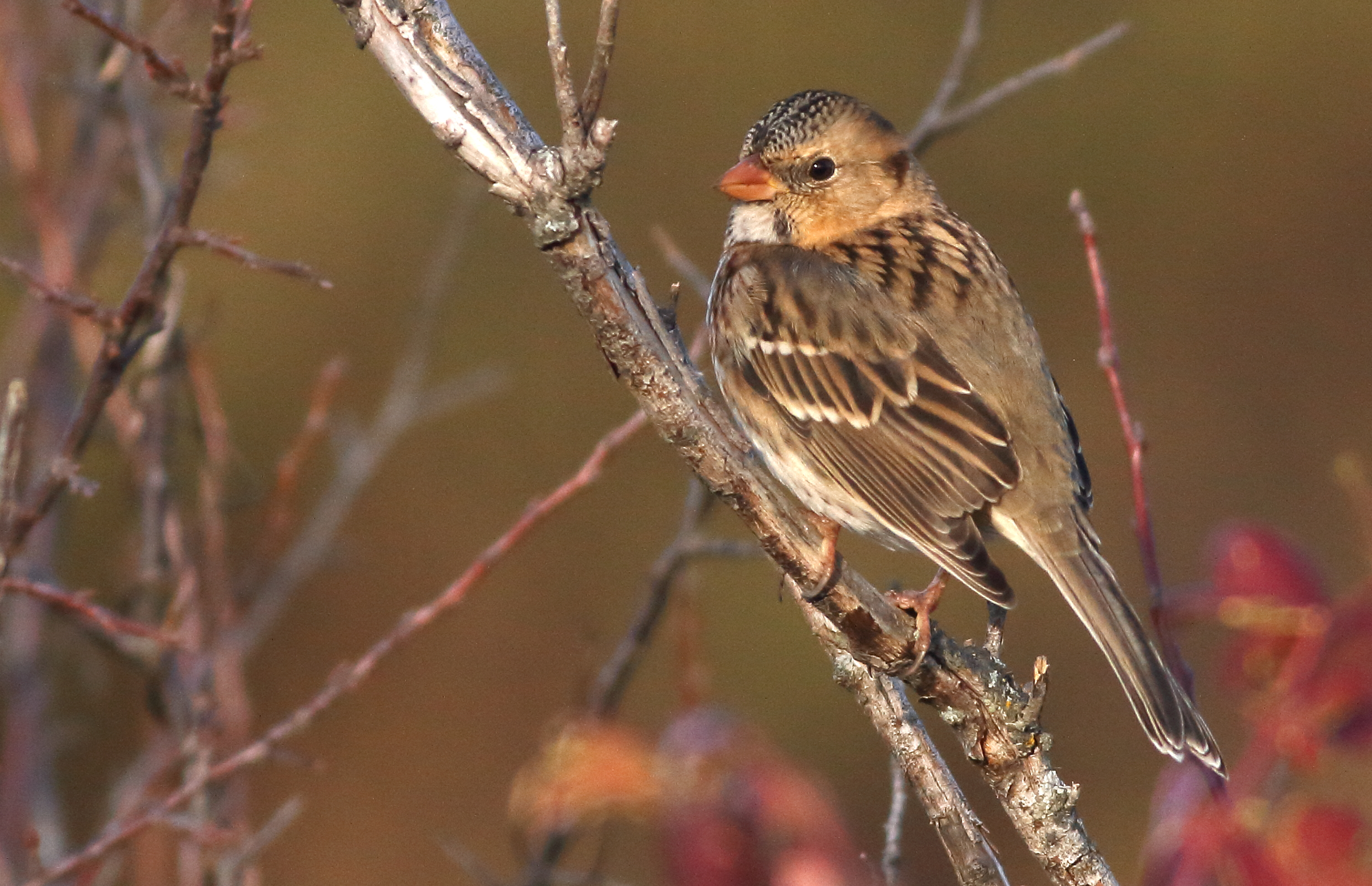
Sit de Harris a prop de Denton, Nebraska. Octubre de 2017.

S'ha comprovat que el sit de Harris més vell ha viscut fins a 11 anys i 8 mesos en estat salvatge. Els depredadors del niu poden incloure mamífers terrestres variats, com ara el suslic àrtic (Spermophilus parryii) i musteles (Mustela erminea). El sit de Harris és un objectiu fàcil per a aquests depredadors a causa de la ubicació dels nius a terra. El gaig del Canadà (Perisoreus canadensis), el botxí septentrional (Lanius excubitor) i l'esmirla(Falco columbarius) poden ser sèries amenaces pel niu (incloent-hi tant cries com adults). Tant el botxí septentrional, l'esparver americà (Accipiter striatus) i el duc americà (Bubo virginianus) són depredadors coneguts dels sit de Harris hivernants. Com a adaptació antidepredadora, els sit de Harris es refugien als arbres quan altres animals els ataquen, normalment emeten una crida d'alarma durant el procés (weenk). S'aixequen de terra quan són amenaçats per altres ocells. També produeixen crides d'alarma per alertar altres individus.

## Ecologia
El sit de Harris es reprodueix al nord del Canadà des del nord-oest d'Ontario passant pel nord de Manitoba, el nord-est de Saskatchewan i fins a Nunavut i els Territoris del Nord-oest (i possiblement al Yukon) (Norment et al. 2016, Rising 2018). L'espècie ha disminuït dràsticament a l'àrea de Churchill, però encara persisteix en general en grans abundàncies al llarg de la zona de transició arbre-tundra (Mooi 2018, C. Artuso in litt. 2018). Principalment hiverna al centre i el sud dels Estats Units a la regió de les Grans Planes, des de Nebraska al sud fins al sud de Texas, encara que els individus es troben a l'oest i l'est dels EUA, al sud del Canadà i al sud-est d'Alaska (Norment et al. 2016).

## Estat de conservació
Aquesta espècie està classificada com a gairebé amenaçada per la UICN. S'estima que la població reproductora total és d'uns 2 milions d'individus. Tanmateix, l'espècie es va incloure a la "Llista de seguiment d'Audubon" perquè sembla que hi ha hagut una disminució del nombre d'ocells observats en el recompte anual d'ocells per Nadal a Amèrica del Nord. L'espècie és bastant adaptable a l'hàbitat d'hivernada i a les oportunitats d'alimentació i el seu hàbitat està prou aïllat com per estar fora de l'abast d'un gran desenvolupament humà, la qual cosa fa que les recents disminucions siguin desconegudes. L'espècie es reprodueix a l'extrem nord dels boscos boreals i és possible que el canvi d'hàbitat en la seva àrea de reproducció estigui afectant aquest ocell. El bosc boreal, més enllà de l'explotació forestal intensa, s'ha vist afectat negativament per l'augment dels incendis forestals i la disminució de la qualitat del sòl, tots dos probablement correlacionats amb el canvi climàtic global.